# Gauliga Niederschlesien 1942/43

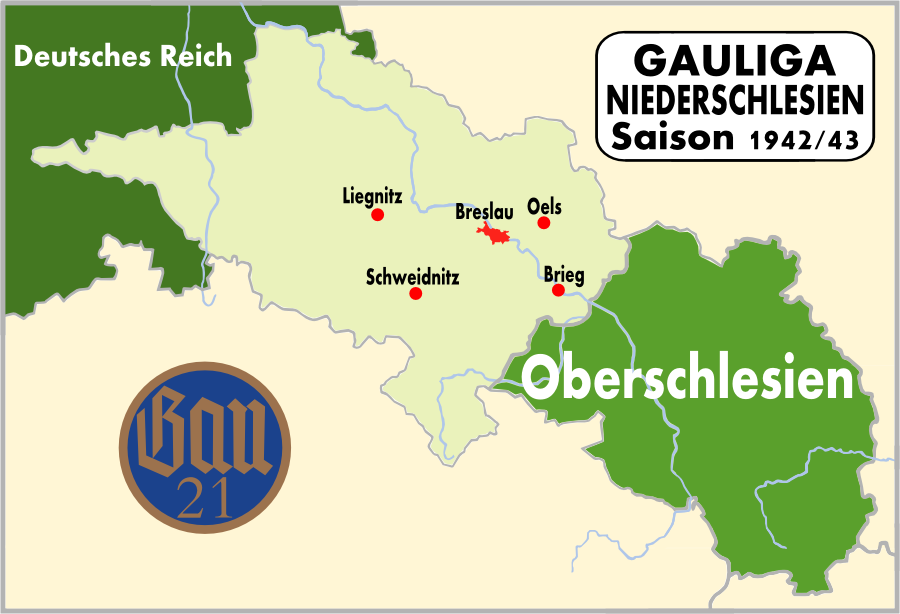
Spielorte der Gauliga Niederschlesien 1942/43.

Die Gauliga Niederschlesien 1942/43 (offiziell Sportbereichsklasse Niederschlesien 1942/43) war die zweite Spielzeit der Gauliga Niederschlesien des Fachamtes Fußball. Die diesjährige Liga wurde erneut mit zehn Mannschaften im Rundenturnier mit Hin- und Rückspiel ausgetragen. Die Meisterschaft sicherte sich der LSV Reinecke Brieg mit zwei Punkten Vorsprung auf den Vorjahresmeister Breslauer SpVg 02. Brieg qualifizierte sich dadurch für die deutsche Fußballmeisterschaft 1942/43 und erreichte nach einem 3:4-Auswärtssieg in der Verlängerung gegen den oberschlesischen Vertreter FV Germania Königshütte das Achtelfinale, bei dem Brieg dem First Vienna FC 1894 deutlich mit 0:8 unterlag.
In dieser Saison gab es keine Absteiger. Kriegsbedingt wurde das Ligasystem der Gauliga Niederschlesien zur nächsten Saison umorganisiert. Die unteren Spielklassen wurden aufgelöst und alle Vereine aus Niederschlesien, die noch am Spielbetrieb teilnehmen konnten und wollten, wurden in vier Gruppen in der Gauliga eingeordnet.

## Abschlusstabelle
| Pl. | Verein                         | Sp. | S  | U | N  | Tore    | Quote | Punkte |
| --- | ------------------------------ | --- | -- | - | -- | ------- | ----- | ------ |
| 1.  | LSV Reinecke Brieg             | 18  | 15 | 2 | 1  | 073:180 | 4,06  | 32:40  |
| 2.  | Breslauer SpVg 02 (M)          | 18  | 14 | 2 | 2  | 122:210 | 5,81  | 30:60  |
| 3.  | Breslauer FV 06                | 18  | 9  | 3 | 6  | 039:300 | 1,30  | 21:15  |
| 4.  | LSV Richthofen Schweidnitz (N) | 18  | 8  | 3 | 7  | 031:360 | 0,86  | 19:17  |
| 5.  | SC Hertha Breslau              | 18  | 8  | 1 | 9  | 027:420 | 0,64  | 17:19  |
| 6.  | TuSpo Liegnitz                 | 18  | 8  | 1 | 9  | 033:720 | 0,46  | 17:19  |
| 7.  | LSV Immelmann Breslau (N)      | 18  | 7  | 1 | 10 | 039:540 | 0,72  | 15:21  |
| 8.  | SC Alemannia Breslau           | 18  | 6  | 3 | 9  | 029:520 | 0,56  | 15:21  |
| 9.  | WSV Liegnitz                   | 18  | 6  | 2 | 10 | 032:410 | 0,78  | 14:22  |
| 10. | Reichsbahn SG Oels             | 18  | 0  | 0 | 18 | 012:710 | 0,17  | 0:36   |

| (M) | Titelverteidiger              |
| (N) | Aufsteiger aus den 1. Klassen |

## Kreuztabelle
Die Kreuztabelle stellt die Ergebnisse aller Spiele dieser Saison dar. Die Heimmannschaft ist in der linken Spalte, die Gastmannschaft in der oberen Zeile aufgelistet. Ein 0:0 mit einem + bedeutet, dass dieses Spiel am grünen Tisch mit 0:0 und Sieg für die jeweilige Mannschaft, bei der das + steht, gewertet wurde.
| 1942/43                    |     | Breslauer SpVg 02 | Breslauer FV 06 |      | SC Hertha Breslau | TuSpo Liegnitz |     | SC Alemannia Breslau | WSV Liegnitz | Reichsbahn SG Oels |
| -------------------------- | --- | ----------------- | --------------- | ---- | ----------------- | -------------- | --- | -------------------- | ------------ | ------------------ |
| LSV Reinecke Brieg         |     | 4:2               | 0:0             | 6:0  | 5:2               | 11:2           | 5:1 | 2:0                  | +0:0         | +0:0               |
| Breslauer SpVg 02          | 3:1 |                   | 3:3             | 7:1  | 4:0               | 15:1           | 6:1 | 2:2                  | 1:3          | 13:0               |
| Breslauer FV 06            | 2:4 | 1:3               |                 | 3:2  | 3:1               | 7:0            | 2:5 | 1:1                  | 3:0          | 3:0                |
| LSV Richthofen Schweidnitz | 2:2 | 1:5               | 1:2             |      | 1:0               | 0:3            | 7:1 | 4:0                  | 2:2          | +0:0               |
| SC Hertha Breslau          | 1:7 | 0:7               | 2:1             | 0:0  |                   | 1:0            | 5:4 | 5:2                  | 1:2          | +0:0               |
| TuSpo Liegnitz             | 0:3 | 1:15              | +0:0            | 1:3  | 0:2               |                | 2:3 | 5:3                  | 2:2          | +0:0               |
| LSV Immelmann Breslau      | 1:3 | 0:8               | 1:3             | 2:3  | 0:3               | 2:3            |     | 1:1                  | 1:0          | +0:0               |
| SC Alemannia Breslau       | 0:5 | 2:8               | 6:3             | 2:0  | 1:0               | 1:5            | 0:4 |                      | 3:2          | 4:2                |
| WSV Liegnitz               | 2:6 | 0:7               | 1:2             | 0:0+ | 4:1               | 2:3            | 1:3 | 3:1                  |              | 4:2                |
| Reichsbahn SG Oels         | 0:9 | 0:13              | 0:0+            | 0:4  | 1:3               | 2:5            | 2:9 | 0:0+                 | 3:4          |                    |